# Ascalohybris malaccensis
Ascalohybris malaccensis är en insektsart som först beskrevs av Van der Weele 1909.  Ascalohybris malaccensis ingår i släktet Ascalohybris och familjen fjärilsländor. Inga underarter finns listade i Catalogue of Life.